# Blok izraelských osad

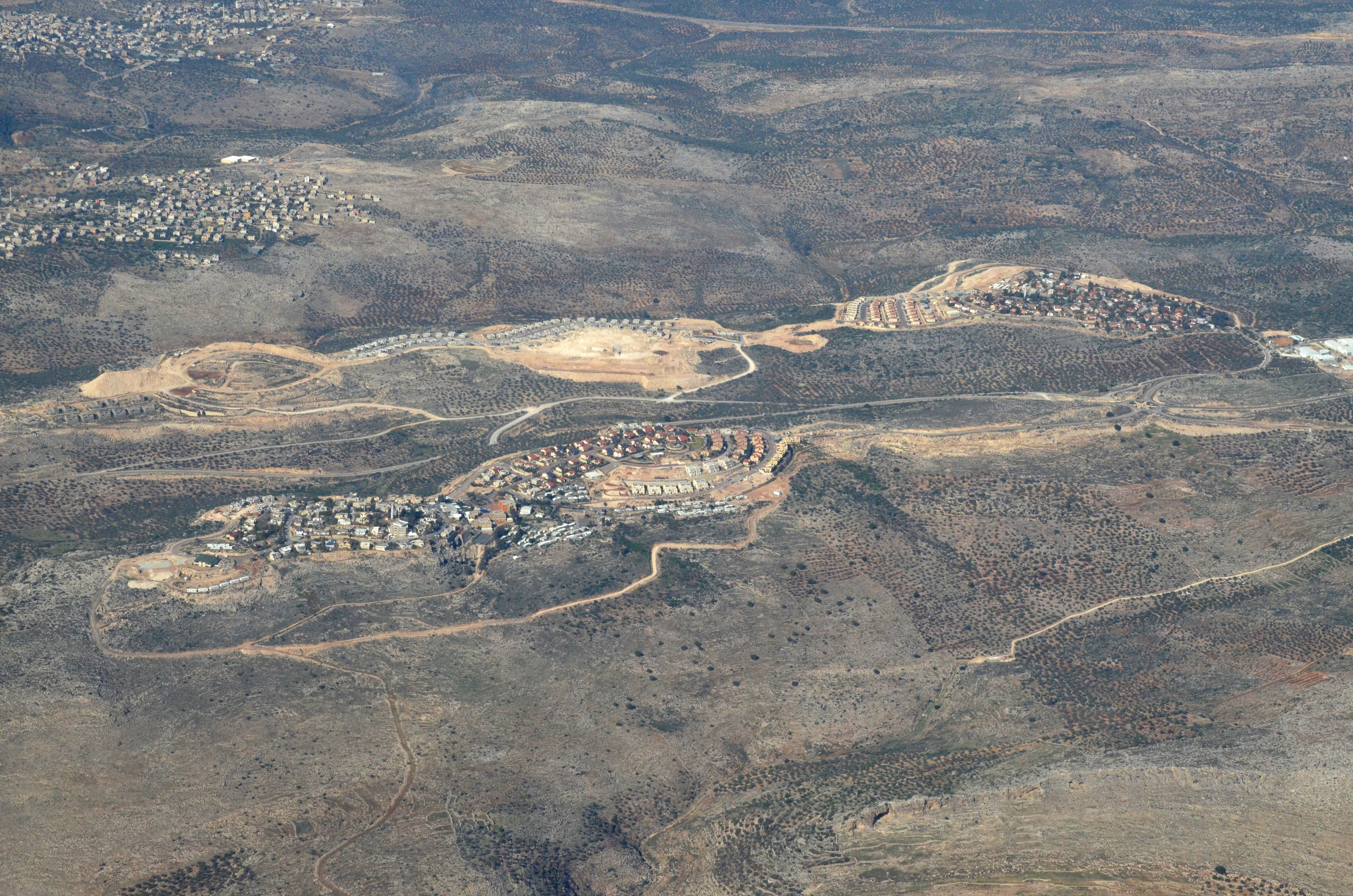
Ukázka využití blokového způsobu budování sídelní sítě. Část bloku Guš Ari'el. V popředí vesnice Pedu'el, vpravo vzadu osada Alej Zahav, nalevo od ní nově budovaná čtvrť Lešem (fakticky organizovaná jako samostatná osada). Mimo snímek je ještě napravo od Alej Zahav osada Bruchin. Dohromady čtyři izraelská sídla v těsném sousedství, s prudce rostoucí populací (k roku 2000 v nich žilo 1276 lidí, roku 2016 4143 a roku 2017 už 4798 osob)

Blok izraelských osad (hebrejsky גּוּשׁ הִתְיַשְּׁבוּת, guš hitjašvut nebo גוש ההתנחלויות, guš hitnachalujot, [druhý výraz odkazuje specificky k izraelským osadám na okupovaných územích, první výraz je obecnější a může označovat libovolné sídelní bloky kdekoliv v Izraeli]) je sídelní koncept, používaný často v izraelských osadách, zejména na Západním břehu Jordánu.  Je charakterizován vytvořením souvislejšího shluku (bloku) osad, který posiluje jejich geopolitickou, demografickou a bezpečnostní situaci (na rozdíl od osad izolovaných).

## Vývoj konceptu blokové sídelní struktury před rokem 1948 a 1967
Preference pro shlukování židovských vesnických sídel do kompaktnějších bloků se objevila už v mandátní Palestině, zejména po arabských nepokojích roku 1929 a ještě silněji po arabském povstání v letech 1936–1939. Tehdy totiž došlo na mnoha místech k útokům na izolovaná židovská sídla, ať už šlo o židovské čtvrti v převážně arabských městech, nebo o židovské vesnice obklopené arabskou populační převahou. V tomto ohledu se ukázalo být ze strategických důvodů výhodnější budovat komplexnější židovskou sídelní síť. Už ve 20. letech takto vznikala souvislá síť židovských zemědělských vesnic v Jizre'elském údolí. Ve 30. letech 20. století vedení jišuvu přikročilo k několika plánovitým akcím, při kterých vznikaly shluky nových osad v strategicky významných lokalitách. Šlo například o program Hitjašvut ha-Elef v Šaronské planině, síť vesnic Mecudot Usiškin v nejsevernějším výběžku Horní Galileje, nebo o početné bloky polovojenských osad typu Hradba a věž. Těsně před vznikem státu Izrael to bylo 11 bodů v Negevu, tedy cílený vznik malých osad v dosud řídce osídlené Negevské poušti. 
Poté, co byl vyhlášen samostatný židovský stát a došlo k masivní přistěhovalecké vlně, nabylo územní plánování v Izraeli významné role. A i nyní se model kompaktnější sídelní struktury opakovaně využíval v podobě různých jednotně řešených regionálních programů zakládání vesnic (například Chevel Lachiš, region Ta'anach nebo Chevel Adulam). V 70. a 80. letech pak došlo k plánovitému budování sítě židovských vesnic v Horní Galileji (tzv. Micpim be-Galil). 

## Rozvoj bloků židovských osad na Západním břehu po roce 1967
U všech výše uvedených projektů se vyskytovaly motivace, které byly později použity i u židovských osad na Západním břehu Jordánu, který Izrael dobyl během šestidenní války v roce 1967. Bloky osad situovaných v těsné blízkosti u sebe měly zajistit větší bezpečnost zdejších obyvatel, kompaktnější sídelní struktura měla přinášet ekonomické a logistické výhody (snadnější sdílení občanské a dopravní infrastruktury), blokové osidlování a zemědělská kultivace krajiny měla navíc posilovat faktickou kontrolu státu Izrael nad danými regiony, v situaci, kdy převážná část arabského světa odmítala uznat legitimitu a trvalost existence židovského státu.

Ukázka expanze a zahušťování bloku osad: blok Guš Šilo. Izraelská sídla označena růžově. Zleva: Ma'ale Levona, velká osada Eli, jižně od ní menší osady Giv'at ha-Ro'e a Giv'at Har'el, pak mateřská osada Šilo, východně od ní Švut Rachel a dál k východu řetěz vesnic Achija, Adej Ad, Eš Kodeš, Kida a Jišuv ha-Da'at. Mezi Švut Rachel a Adej Ad mezitím přibyla osada Amichaj. V roce 2000 byla souhrnná populace bloku cca 3900 osob, k roku 2016 tu žilo už 8786 lidí v do roku 2017 jejich počet stoupl na 9082.

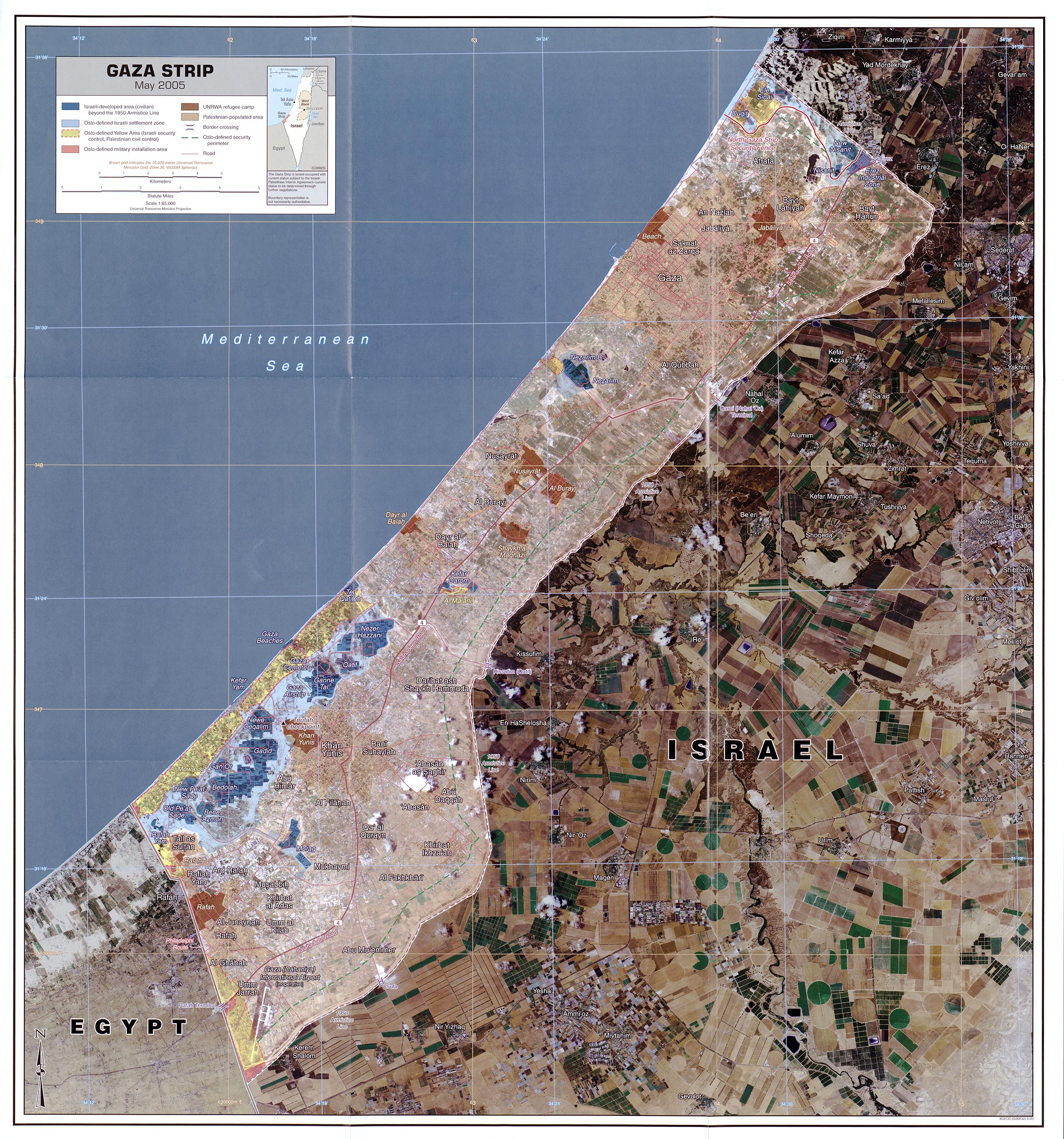
Blok Guš Katif zrušený roku 2005 na mapě Pásma Gazy (jde o pás modře vyznačených osad na jižním konci Pásma Gazy)

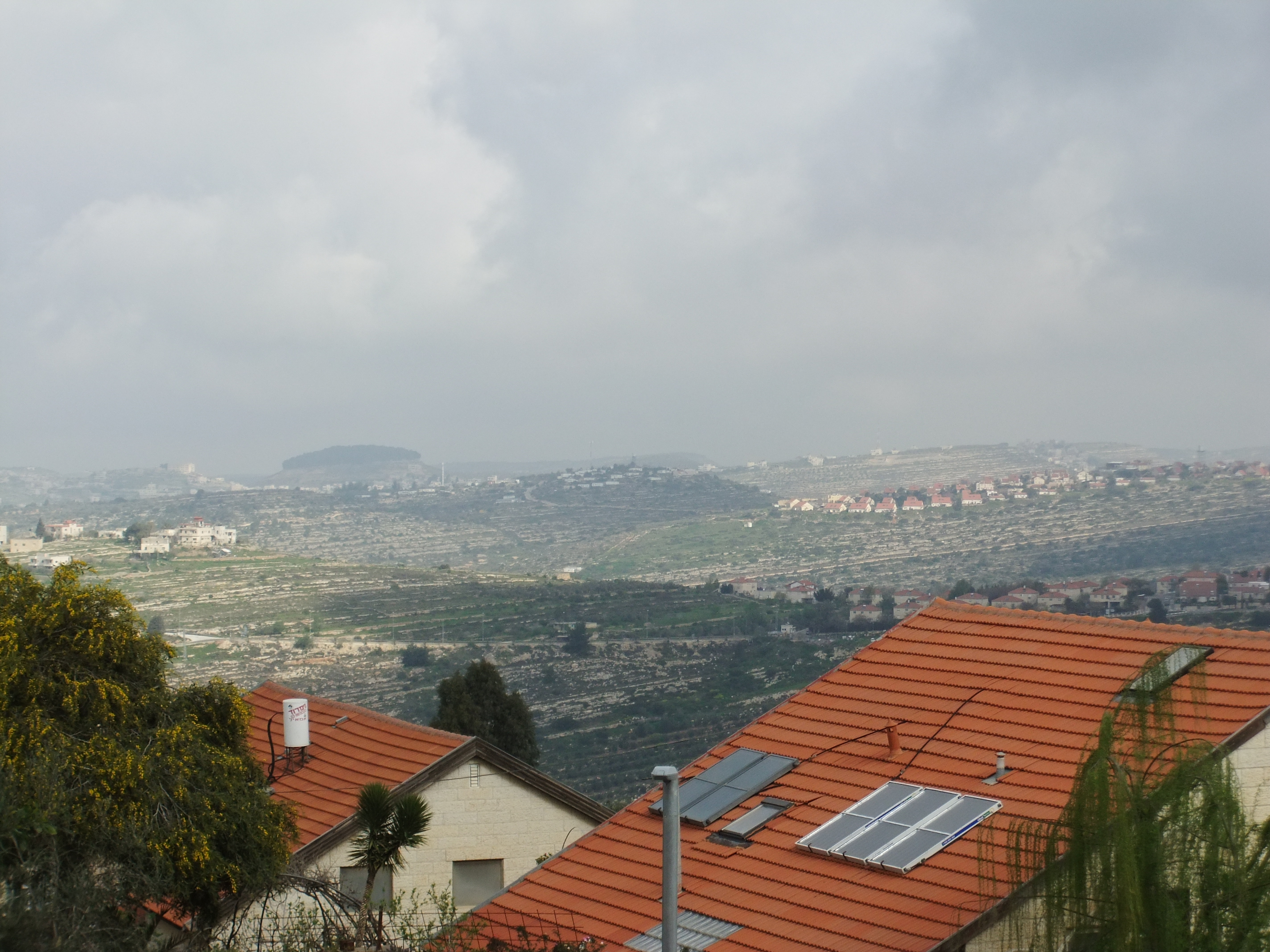
Rozptýlené obytné soubory v bloku Guš Talmonim vytvářejí sídelní kontinuum o délce několika kilometrů. V popředí zástavba osady Dolev, vpravo v pozadí osada Talmon, na další výšině vzadu osada Nerija a nalevo od ní provizorní zástavba ve formě mobilních domů v nové osadě Zajit Ra'anan

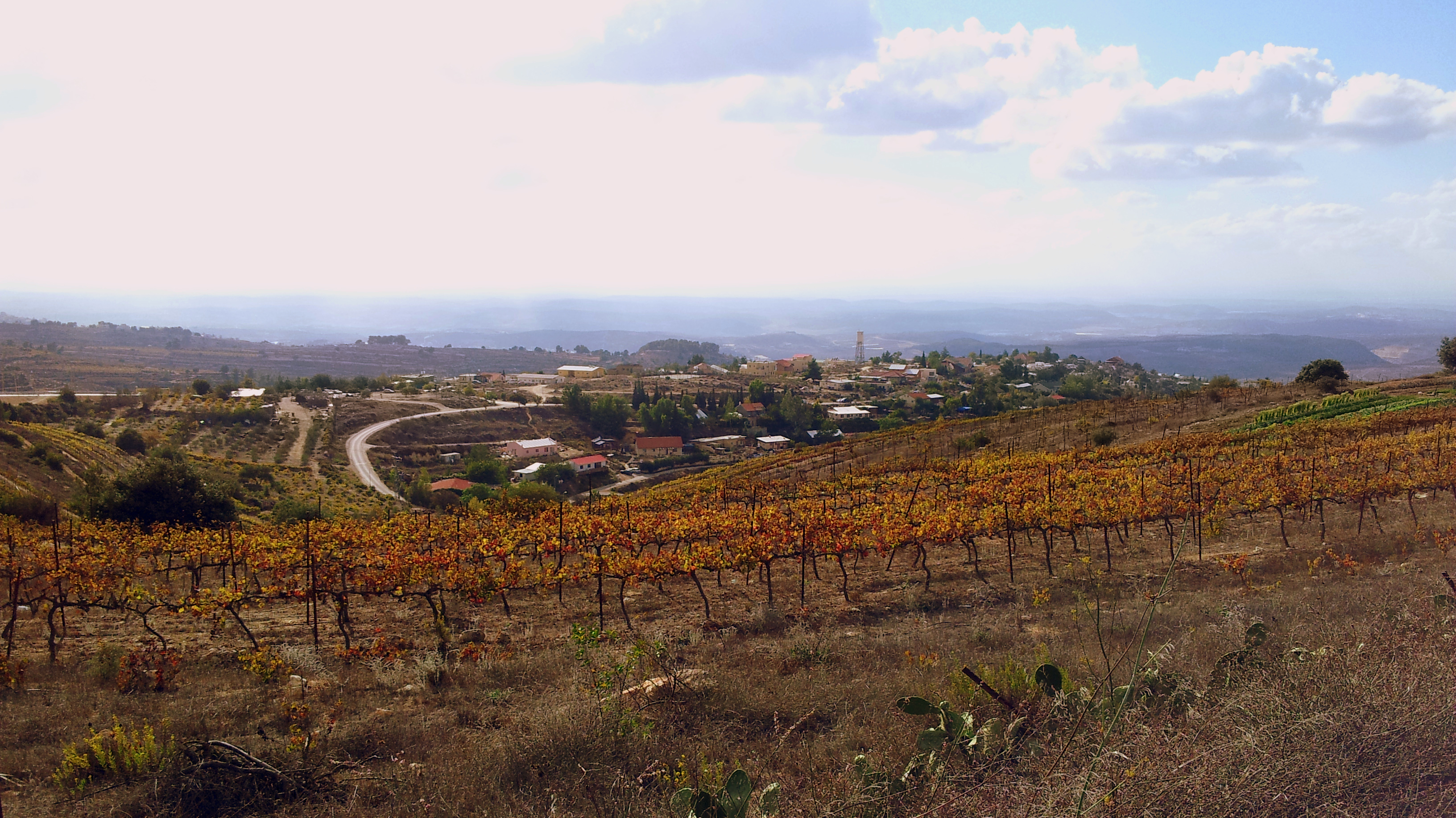
V bloku Guš Ecion obnoveném po roce 1967 se postupně rozvinula kompaktní sídelní struktura židovských městských i vesnických osad, včetně zemědělsky obhospodařované krajiny. Osada Bat Ajin a okolí

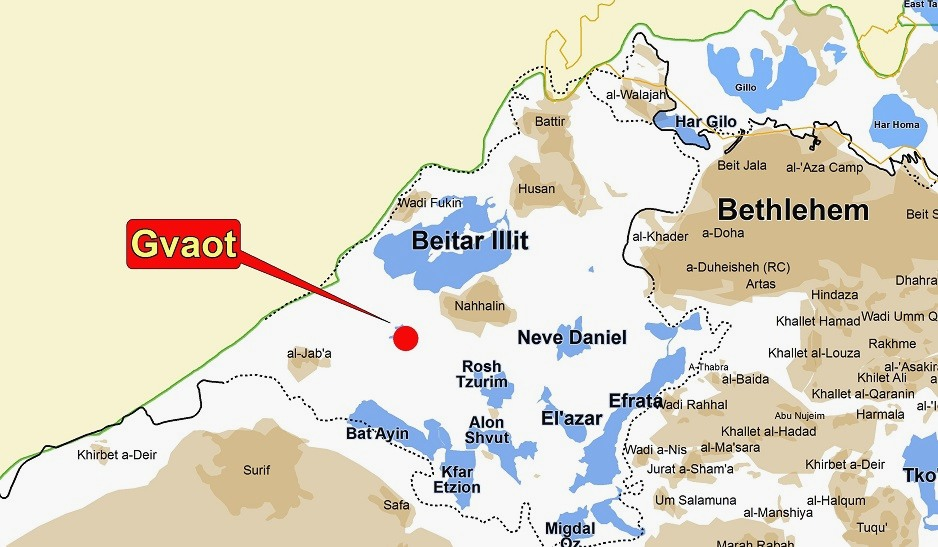
Mapa osad v bloku Guš Ecion. Izraelské osady zakresleny modře, palestinská sídla tmavě hnědou barvou. Jen ve městě Bejtar Ilit žilo k roku 2017 54 tisíc lidí, v Efratu 9 tisíc. Červeným symbolem označena osada Gva'ot, u níž existují plány na výraznou stavební expanzi.

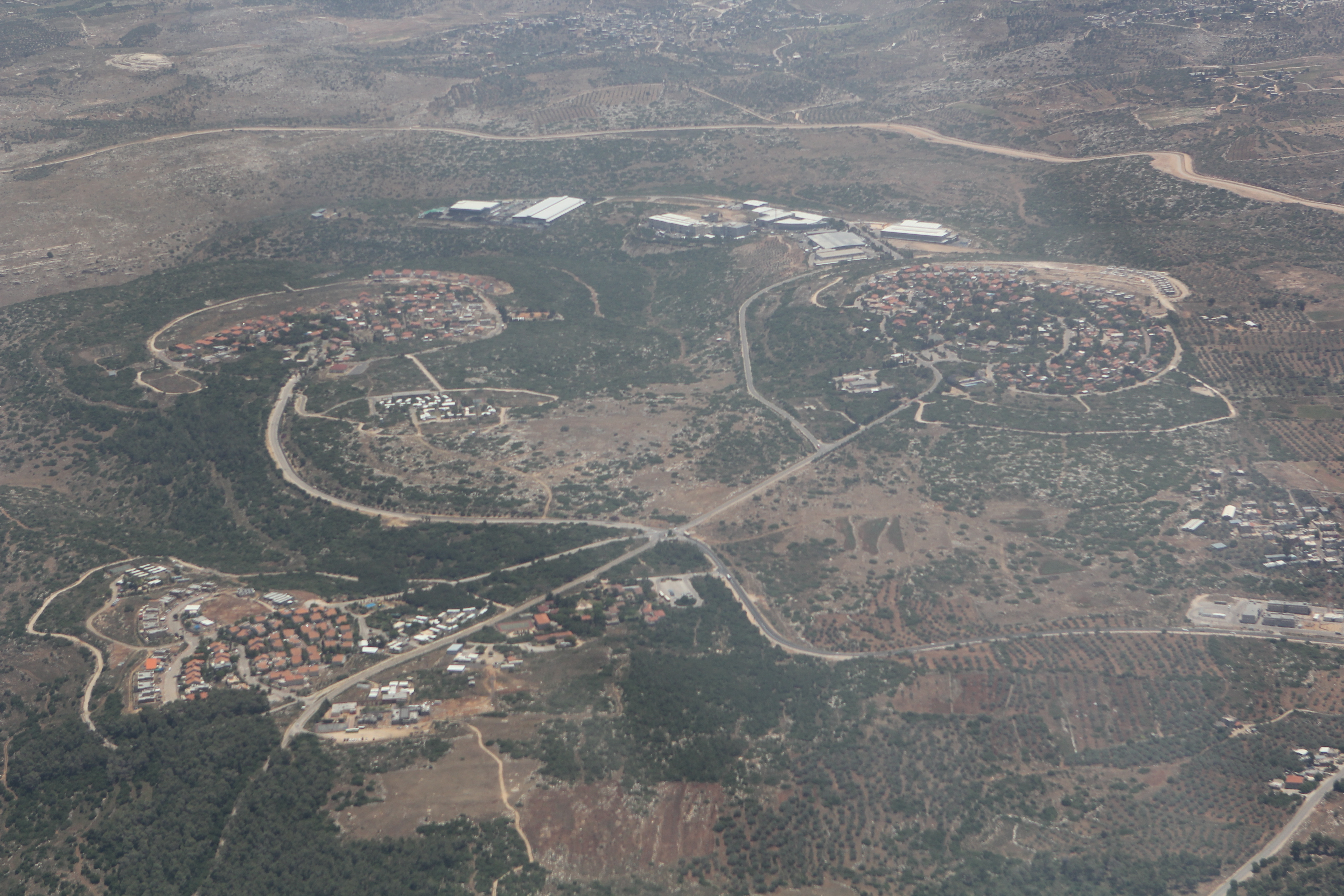
Blok Guš Šaked má charakter vesnické sídelní struktury. V popředí osada Tel Menaše, za ní vlevo Chinanit, vpravo Šaked, mezi nimi průmyslová zóna, v pozadí bezpečnostní bariéra.

Už několik týdnů po skončení šestidenní války, ještě v roce 1967, došlo k obnovení židovské vesnice Kfar Ecion, která se nacházela jihozápadně od Jeruzaléma a byla do roku 1948 součástí malého židovského sídelního bloku, nazvaného Guš Ecion, který byl dobyt a zničen arabskými silami během první arabsko-izraelské války. První izraelská osada na Západním břehu tak přímo navazovala na bývalý blok židovských osad z doby před rokem 1948. V letech bezprostředně po šestidenní válce řešila izraelská politická reprezentace otázku budoucího statusu Západního břehu Jordánu i geopolitických a demografických implikací jeho částečné anexe nebo jeho osidlování Židy. Počátkem 70. let byl v hrubých obrysech vodítkem izraelských vlád takzvaný Alonův plán, který předpokládal omezenou židovskou kolonizaci převážně neosídlených regionů Jordánského údolí a Judské pouště. Pozůstatkem této prvotní koncepce je dodnes poměrně kompaktní síť zemědělských osad v Jordánském údolí. Vznikaly ale i izraelské osady na Sinajském poloostrově, u kterých byl cíleně budován blok osad Chevel Jamit se střediskovým městem Jamit.
Výraznější vlna osidlování Západního břehu ale i Golanských výšin a Pásma Gazy nastala až po roce 1977, kdy vládu poprvé sestavila strana Likud. Organizace jako Guš emunim prosazovala zakládání židovských osad i ve vnitrozemí Západního břehu, často v oblastech s hustou existující sídelní strukturou arabskou (palestinskou). I nyní ale hrály svou roli výše uvedené historické důvody ve prospěch zakládání kompaktnějších bloků osad. Takzvaný Droblesův plán z roku 1978 počítal se vznikem četných bloků židovských osad, které měly fakticky rozbít územní kontinuitu palestinského osídlení na Západním břehu. Vláda Likudu dojednala podpis Egyptsko-izraelské mírové smlouvy a do roku 1982 v jejím rámci provedla vystěhování všech židovských osad na Sinaji, čímž zcela zanikl blok Chevel Jamit. Zároveň ale část vystěhovaných osadníků zamířila do Pásma Gazy, na jehož jižním okraji vznikl blok izraelských osad Guš Katif.
Droblesův plán nebyl beze zbytku realizován, ale masivní zakládání izraelských osad v závěru 70. let a po celá 80. léta, položilo předpoklady pro postupné formování několika sídelních osadnických bloků. Předělem bylo uzavření palestinsko-izraelských dohod z Osla roku 1993. Když se následně konkretizoval rozsah předání částí Západního břehu Jordánu pod částečnou či plnou palestinskou samosprávu, podílela se na finalizaci teritoriálního vymezení „Oblasti C“ Západního břehu Jordánu, jež měla (dočasně) zůstat pod plnou kontrolou Izraele, i osadnická střechová organizace Rada Ješa. I výsledkem jejího tlaku bylo, že všechny existující izraelské osady na Západním břehu si ponechaly územní kontinuitu, žádná se neocitla v konfiguraci enklávy obklopené územím Palestinské autonomie. V této souvislé Oblasti C se ocitly i komunikace spojující osady, jakož i další infrastruktura jako průmyslové areály, vojenské základny nebo většina turistických a posvátných míst. Naopak území kontrolované zčásti nebo plně Palestinskou autonomií (Oblasti B a A) mělo často charakter územně nespojitých enkláv, omezených na intravilány jednotlivých palestinských sídel. Dohody z Osla předpokládaly, že toto teritoriální uspořádání bude pouze provizorního charakteru, do 5 let mělo dojít k dojednání finálního statusu. To se ale nestalo, vlivem opakované nedohody mezi oběma stranami při několika pokusech o její dosažení. 
Při absenci finálního statusu (a tedy finálních územních parametrů) palestinského státu tak pokračující existence územně souvislé Oblasti C pod plnou kontrolou Izraele (navíc s jistou mezinárodní legitimitou danou dohodami z Osla) umožnila další expanzi osad a jejich propojování. V 90. letech a v prvních dvou dekádách 21. století tak osadnické bloky vesměs nadále rostly a zahušťovaly se. Charakteristickým urbanistickým rysem tohoto novějšího období bylo zakládání nových obytných souborů a satelitních čtvrtí osad, často vzdálených i několik kilometrů od mateřské osady (tzv. outposty), často i formou živelné výstavby, bez územního a stavebního povolení od izraelských úřadů (výstavbu v osadách na Západním břehu, který nebyl nikdy formálně anektován Izraelem, schvaluje vojenská správa, respektive ministr obrany a vláda). Příkladem může být blok Šilo (Guš Šilo), kde okolo větší osady Šilo postupně vyrostly outposty Giv'at Har'el, Švut Rachel, Achija, Adej Ad, Eš Kodeš, Kida, Jišuv ha-Da'at a Amichaj, které dohromady vytvářejí pás o délce cca 7 kilometrů, přičemž administrativně jde o součást jedné mateřské osady. Jiný příklad je město Efrat, které leží v bloku Guš Ecion, ale samo je koncipováno jako protáhlý řetězec jednotlivých obytných souborů o délce cca 5 kilometrů. Dalším sídelním typem, odvozeným z osadnického bloku, se stalo velké město s populací v řádu desítek tisíc obyvatel, k němuž se pojí několik menších osad (například blok okolo města Modi'in Ilit, které samo mělo k roku 2017 populaci čítající 70 100 lidí, nebo okolo města Giv'at Ze'ev či blok Guš Adumim okolo města Ma'ale Adumim, který sahá hluboko do Judské pouště a vytváří sídelní kontinuum mezi Jeruzalémem a Mrtvým mořem).
Krystalizaci bloků osad napomohla i výstavba bezpečnostní bariéry, kterou Izrael zčásti postavil počátkem 21. století na pomezí Západního břehu Jordánu a která se v některých místech odchyluje výrazně od Zelené linie (hranice příměří z doby před rokem 1967) a zahrnula i početné osady i několik kilometrů od Zelené linie. To je případ bloku Guš Ecion (kde ovšem bariéra nebyla ještě dokončena), bloku okolo města Giv'at Ze'ev nebo bloku Guš Šaked, jenž leží na severozápadním okraji Samařska. Zahrnutí bloků osad na „izraelskou“ stranu bariéry posílilo faktickou integraci těchto bloků do ekonomického, dopravního a společenského života státu Izrael. Ovšem z jiného úhlu pohledu je výstavba a plánovaná trasa bariéry narušením konceptu bloků, například tím, že v důsledné snaze se vyhnout zahrnutí palestinských sídel, vytváří bariéra pouze úzké koridory, kterými do budoucna ztěžuje územní rozrůstání bloků osad (ačkoliv rozšiřování osad probíhá fakticky vně i uvnitř bariéry, již zbudovaná bariéra se stává fyzickou i bezpečnostní překážkou). To je případ bloku Guš Ari'el, kde se město Ari'el ocitlo v obklopení touto bariérou a oslabilo tak svůj růstový potenciál směrem k východu, kde se nalézají další židovské osady, nyní více izolované. Podobné úzké koridory měly vzniknout i v dalších partiích tohoto bloku, ale zatím nebyly realizovány. Město Efrat zase výstavbou bariéry ztratilo přímou územní souvislost s územní rezervou východně odtud, kde se v lokalitě Giv'at ha-Ejtam plánovala masivní bytová výstavba. Postoj části osadnické i izraelské veřejnosti k výstavbě bariéry tak byl rozporuplný.
Podstatná část populace izraelských osad na Západním břehu Jordánu žije počátkem 21. století v blocích osad, jen menší část obývá izolované osady. Mezi izolované osady patří například město Kirjat Arba, které je obklopeno lidnatou aglomerací Hebronu, podobně jako osada Bejt Chagaj na jižním okraji Hebronu, nebo osada Jichar hluboko ve vnitrozemí Samařska či Mevo Dotan v severním Samařsku. Za izolované osady lze považovat i větší sídla jako Bejt El, Psagot nebo Ofra, severně od Jeruzaléma, která jsou obklopena hustou sítí palestinských sídel a dopravní kontinuitu s okolními židovskými osadami docilují jen díky nově vybudovaným silničním obchvatům. Extrémním příkladem izolované osady je židovská čtvrť v Hebronu, kde žije několik set osadníků v historickém jádru převážně palestinského města a zcela izolovaná byla židovská osada Necarim v Pásmu Gazy, jež kompletně postrádala teritoriální souvislost s vlastním Izraelem i s blokem izraelských osad v Gaze (Guš Katif) a její obyvatelstvo muselo až do zrušení osady roku 2005 využívat pro dopravní účely konvoje pod ochranou izraelské armády. Ovšem stejně jako není pevně definován seznam bloků izraelských osad, není oficiálně vymezena ani množina izolovaných osad. Během více než půlstoletí židovského osidlování Západního břehu Jordánu se navíc sídelní struktura židovská i palestinská proměňuje v závislosti na demografickém a stavebním rozvoji obou komunit. Zatímco výše uvedená osada Šilo mohla být zpočátku své existence považována za izolovanou, dramatický rozmach jejích satelitních čtvrtí od 90. let 20. století, jenž pokračuje i v druhé dekádě 21. století, nakonec v jejím okolí zformoval rozsáhlý sídelní blok, který se na svém východním okraji dotýká polopouštní krajiny příkopové propadliny Jordánského údolí, čímž dává bloku Guš Šilo územní kontinuitu s převážně židovským osídlením údolí řeky Jordán. 
Naopak některé izraelské osady, zakládané s perspektivou jejich možného zapojení do souvislejšího osadnického bloku, jako výše zmíněná Kirjat Arba, se kvůli dramatickému populačnímu a územnímu nárůstu palestinské populace ocitly spíše v izolované poloze. To je částečně i případ osad v bloku Guš Adumim, ve kterém sice populačně jednoznačně dominuje židovská populace, ale zároveň se tu plošně rozrůstají živelné shluky arabských (beduínských) příbytků, takže region koncipovaný od 70. let 20. století jako ryze židovský sídelní blok, spojující v dosud neobydlené pouštní krajině Jeruzalém a Mrtvé moře, musí nyní čelit urbanistickým, politickým a soudním sporům ohledně regulace zdejší beduínské populace.
Koncept bloků osad se rozvinul převážně na Západním břehu Jordánu, zatímco izraelské osady na Golanských výšinách vytvářejí spíš volnější, rozptýlenou sídelní strukturu. V případě židovských čtvrtí budovaných po roce 1967 ve Východním Jeruzalémě jde sice v některých případech o shluky čtvrtí, ale v územně omezeném prostoru Jeruzaléma, kde početně a územně roste palestinská populace, nedošlo ke jednoznačné krystalizaci konceptu bloků, spíše jde o mozaiku arabských a židovských čtvrtí.

## Pozice izraelské a mezinárodní diplomacie k blokům osad
Většina mezinárodního společenství nerozlišuje mezi většími bloky osad a osadami izolovanými, považuje celý Západní břeh Jordánu za okupované území a jeho osidlování civilní izraelskou populací za odporující mezinárodnímu právu. Při opakovaných pokusech o mírovou dohodu mezi Izraelem a Palestinci se ale téma možné částečné anexe bloků izraelských osad objevovalo a bylo (byť s různou mírou definice jejich přípustného územního rozsahu) uznáváno nejen izraelskými vládami, ale i palestinskými vyjednavači, stejně jako americkými zprostředkovateli rozhovorů. Když počátkem 21. století projevila vláda Ariela Šarona po opadnutí druhé intifády ochotu k ústupkům (mj. v roce 2005 provedené jednostranné stažení z Gazy), zaslal prezident USA George W. Bush Šaronovi v dubnu 2004 dopis, ve kterém formuloval americkou představu teritoriálních parametrů budoucí mírové dohody. Dopis obsahoval i větu, podle které „ve světle nové reality v terénu, včetně už existujících větších izraelských populačních center, by bylo nerealistické očekávat, že výsledkem vyjednávání o konečném statusu by měl být kompletní návrat k liniím příměří z roku 1949.“ Ta byla interpretována částí izraelské politické scény i veřejnosti jako americké uznání legitimity nejvýznamnějších bloků osad. Když roku 2009 navštívil bývalý americký prezident Jimmy Carter oblast Guš Ecion a setkal se v osadě Neve Dani'el se starostou zdejší Oblastní rady Guš Ecion Ša'ulem Goldsteinem, konstatoval, že „si myslí, že tyto osady zde budou navždy“ a že „tento region osad neměl na mysli, když mluvil o vystěhování osad a jejich předání Palestincům.“ Tyto výroky od exprezidenta, který se na sklonku svého života opakovaně vyjadřuje sympaticky k státoprávním aspiracím Palestinců, vzbudily v Izraeli i mezi osadníky velký ohlas.
V mainstreamu izraelské politické reprezentace se pojem bloků osad často spojuje s konceptem tzv. konsensuálních osad, tedy těch, které by v každém případě měly zůstat i po případné dohodě s Palestinci o finálním statusu pod izraelskou suverenitou. Jde zejména o nejlidnatější bloky osad a ty, které se nacházejí nejblíže Zelené linii, tedy jejich případná anexe by byla geograficky a demograficky proveditelná. Seznam konsensuálních osad není pevně daný, nikdy nebyl oficiálně definován a bloky nemají ani optikou izraelského práva odlišný status. Navíc se jejich definice mírně odlišuje podle jednotlivých politických proudů, nicméně mezi osady, u kterých panuje celonárodní konsensus, bývají řazeny tyto bloky:
- Guš Adumim (východně od Jeruzaléma v Judské poušti okolo města Ma'ale Adumim)
- město Modi'in Ilit a okolí (nejlidnatější izraelská osada na Západním břehu, ležící těsně za Zelenou linií)
- Guš Ari'el (rozsáhlý blok na západě Samařska, sahající od Zelené linie, kde leží několik lidnatých osad městského charakteru, až k městům Ari'el, Karnej Šomron a Kedumim)
- Guš Ecion (jihozápadně od Jeruzaléma a Betléma, rozsáhlý blok s lidnatými městy Bejtar Ilit a Efrat a hustou sítí vesnických osad)
- město Giv'at Ze'ev a okolí (rychle rostoucí město severně od Jeruzaléma obklopené několika dalšími vesnickými osadami)

Souhrnná populace těchto pěti osadnických bloků byla k roku 2009 udávána na cca 250 000 obyvatel. Mezi bloky osad nacházejících se poblíž Zelené linie patří i populačně méně významný Guš Šaked s několika vesnickými sídly. Ten je již od počátku 21. století navíc fakticky propojen s vlastním Izraelem po výstavbě bezpečnostní bariéry, která ho oddělila od sousedních arabských oblastí Západního břehu.
Koncept konsensuálních osad a bloků osad se plně nepřekrývá, protože některé bloky osad nejsou ani v Izraeli většinově vnímány coby konsensuální (například Guš Šilo nebo Guš Talmonim). Navíc palestinští vyjednavači při pokusech o dosažení teritoriálního kompromisu s Izraelem (například Summit v Camp Davidu roku 2000 nebo při pozdějším jednání mezi premiérem Ehudem Olmertem a předsedou Mahmúdem Abbásem) dávali najevo, že některé z bloků osad vnímaných Izraelem za konsensuální, považují oni za nepřijatelné. Takto například Palestinci odmítají možnost izraelské anexe bloku Guš Ari'el, který by podle nich rozrušil územní kontinuitu palestinského státu, stejně tak odmítají tolerovat anexi celého bloku Guš Adumim a v rámci bloku Guš Ecion odmítají souhlasit s připojením města Efrat k izraelskému území. Specifický je případ plošně rozsáhlého (byť populačně nevýznamného) řetězu židovských vesnic v Jordánském údolí, které sice nebývají označovány za blok, ale jde o území, které Izrael vnímá jako bezpečnostní východní hranici a kde byla na mnoha místech, vzhledem k řídkému arabskému osídlení, dosažena židovská populační většina, zatímco Palestinci toto údolí považují za nepostradatelnou územní rezervu svého budoucího státu.
Na izraelské politické scéně se od 90. let objevuje názor, že Izrael by měl výstavbu na Západním břehu soustřeďovat do bloků osad, zatímco v odlehlejších osadách buď výstavbu zmrazit, nebo dokonce začít formou finančních kompenzací podporovat přesídlení tamních osadníků s cílem výhledového stažení z těchto oblastí (ať už po dohodě s představiteli Palestinců nebo jednostranně, podobně jako Izrael učinil v roce 2005). Jinými slovy, že teritoriální kompromis s Palestinci má být založen na blocích osad a jejich limitované anexi s cílem připojit k Izraeli maximální počet osadníků při minimálním záboru území (a při respektování některých vojensko-strategických priorit židovského státu). Takto se vyjadřovali, s mírně odlišnými argumenty, už v 90. letech Josi Alfer nebo Josi Bejlin. Toto bylo i základem strategie Ehuda Baraka na neúspěšném summitu v Camp Davidu roku 2000. Podobně koncipoval své pozice výše uvedený premiér Ariel Šaron a následně i Ehud Olmert v době, kdy vedl izraelskou vládu. K trvalejšímu pozastavení výstavby v odlehlých osadách se přihlásil roku 2010 též umírněný člen strany Likud Dan Meridor. O redukci výstavby mimo osadnických bloků, respektive konsensuálních osad, mluví též politici izraelské levice. Koncem roku 2017 musel nový předseda Izraelské strany práce Avi Gabaj korigovat po vnitrostranickém tlaku svá mediální vyjádření, ve kterých odmítl, že by v rámci případné mírové dohody bylo nutno vystěhovat i izolované osady s tím, že jejich obyvatelé by mohli zůstat ve svých domovech i pod případnou palestinskou suverenitou. Gabaj následně prohlásil, že „potvrzuje závazek podporovat mírovou dohodu založenou na dvou státech, při zachování bezpečnosti Izraele a jasného rozlišování mezi bloky osad a izolovanými osadami.“